# Hòa Thị Bích
Hòa Thị Bích (chữ Hán: 和氏璧), có nghĩa "Ngọc bích họ Hòa", là một viên ngọc nổi danh trong lịch sử Trung Quốc. Nó không chỉ nổi tiếng là một viên ngọc hoàn hảo, ghi nhiều dấu ấn trong lịch sử mà còn được sử dụng như một đối tượng trong nhiều thành ngữ ở các nước Đông Á.

## Xuất xứ
Nguồn gốc Hòa thị bích được ghi chép lần đầu tiên trong sách "Hàn Phi tử", mục "Hòa thị đệ thập tam", đại ý như sau:
| “ | Vào thời Sở Lệ vương, có người họ Hòa tìm được một viên ngọc ở trong núi đem dâng vua. Lệ Vương sai thợ ngọc xem, người thợ này cho là đá không phải là ngọc. Lệ Vương liền cho người họ Hòa này là nói dối, rồi sai người chặt chân trái anh ta. Đến khi Vũ vương nối ngôi, người họ Hòa này lại đem ngọc đến dâng. Vũ Vương lại sai thợ ngọc xem. Người thợ ngọc này cũng cho thứ đó là đá không phải là ngọc. Vũ Vương lại cho người họ Hòa này là nói dối, rồi sai người chặt nốt chân phải anh ta. Vì thế người ta đều cười và thương hại anh chàng họ Hòa này. Đến khi Văn vương lên ngôi, người họ Hòa ôm hòn ngọc, khóc ở chân núi Sở Sơn suốt ba ngày ba đêm đến chảy cả máu mắt ra. Vua thấy thế, sai người đến hỏi. Người họ Hòa thưa: "Tôi khóc không phải là thương hai chân tôi bị chặt, chỉ thương về nỗi ngọc mà cho là đá, nói thật mà cho là nói dối". Vua liền cho người xem lại thật kỹ, thì quả nhiên là ngọc thật, mới đặt tên gọi là Ngọc bích họ Hòa và từ đó viên ngọc này được coi là quốc bảo của nước Sở. | ” |
| — | |   |

## Lưu lạc

### Thất lạc ở nước Sở
Chiến quốc sách ghi chép, sau khi trở thành quốc bảo nước Sở trong hơn 300 năm, thời Sở Uy Vương đã từng tặng cho quan Lệnh doãn Chiêu Dương do công lao đánh chiếm đất đai cho nước Sở. Chiêu Dương rất quý, đi đâu cũng đem ngọc theo bên mình. Trong một dịp chiêu đãi môn khách, Chiêu Dương đem viên ngọc ra khoe. Môn khách ùa lên chuyền tay nhau xem gây hỗn loạn, viên ngọc biến mất không tìm ra thủ phạm. Thủ hạ của Chiêu Dương cho rằng Trương Nghi, môn khách nghèo khó nhất, chính là thủ phạm, bèn đem ra tra khảo, đánh cho thừa sống thiếu chết rồi bỏ mặc. Chính vì sự việc này, Trương Nghi mới bỏ sang Tần, về sau làm đến chức Thừa tướng.

### Ngọc bích hoàn Triệu
Sau đó, không có ghi ghép gì về Hòa thị bích. Không rõ viên ngọc lưu chuyển qua bao nhiêu đời chủ, vào tay ai. Sử ký chỉ ghi chép, đến thời Triệu Huệ Văn vương thì Hòa thị bích trở thành quốc bảo của nước Triệu. Sử ký cũng ghi chép sự kiện Tần làm áp lực với Triệu, lấy 15 tòa thành để đổi lấy Hòa thị bích. Lạn Tương Như được Triệu vương cử đi sứ sang Tần với sứ mạng đổi thành, còn nếu người Tần thất hứa thì tìm cách mang ngọc về. Khi biết Tần vương có ý cướp ngọc mà không muốn đổi thành, Lạn Tương Như đã dọa đập vỡ ngọc, sau đó dùng kế để đưa ngọc về Triệu.

### Ngọc tỷ Tần – Hán
Sử ký cũng ghi chép tiếp, sau khi Tần tiêu diệt Triệu, Hòa thị bích vào tay vua Tần. Sau khi Tần thống nhất Trung Hoa, Tần Thủy Hoàng cho đẽo Hòa thị bích thành ngọc ấn truyền quốc, có khắc 8 chữ Triện "Thụ mạng ư thiên, ký thọ vĩnh xương" (受命於天,既壽永昌, Nhận mệnh trời ban, tồn tại mãi mãi) do chính Thừa tướng Lý Tư viết. Từ đó, Hòa thị bích trở thành Ngọc tỷ truyền quốc, tượng trưng cho hoàng quyền tối thượng và vương triều chính thống.
Sau khi Triệu Cao giết Tần Nhị Thế từng định mang ngọc tỷ để làm vua nhưng không được quần thần tin phục nên phải lập Tử Anh làm Tần vương. Tử Anh tuy giết được Triệu Cao, nhưng không cứu được cơ nghiệp nhà Tần. Khi Lưu Bang hạ thành Hàm Dương, Tử Anh đem theo Ngọc tỷ giao nộp cho Lưu Bang, để biểu hiện cho sự đầu hàng. Tuy Lưu Bang phải giao tặng lại Ngọc tỷ cho Hạng Vũ để tránh nguy hiểm, nhưng với thắng lợi trong Chiến tranh Hán-Sở, Ngọc tỷ lại rơi trở lại vào tay Lưu Bang và trở thành Ngọc tỷ truyền quốc của nhà Hán.

### Bị sứt một góc
Năm 8, Hán Đế là Nhũ Tử Anh bị ngoại thích Vương Mãng cướp ngôi. Vương Mãng sai em là An Dương Hầu Vương Thuấn vào trong hậu cung ép Thái hoàng thái hậu Vương Chính Quân, mẹ của Hán Thành Đế và là cô ruột của Vương Mãng, trao Ngọc tỷ truyền quốc cho mình, nhưng Vương Chính Quân từ chối, mắng anh em họ Vương rồi cầm ngọc tỉ truyền quốc ném mạnh xuống đất, khiến cho viên ngọc tỷ này bị sứt một góc. Vương Mãng về sau phải sai người dùng vàng để khảm lại chỗ sứt đó.
Năm 23, Vương Mãng bị quân khởi nghĩa Lục Lâm đánh bại. Trước khi chết, ông đeo ngọc tỷ trên cổ. Một viên tướng của quân Lục Lâm giết Vương Mãng, đem dâng ngọc tỷ cho chủ tướng.
Năm 25, hoàng tộc họ xa của nhà Hán là Lưu Tú đánh bại các lực lượng khởi nghĩa và cát cứ, lập ra nhà Đông Hán, ngọc tỷ truyền quốc lại trở về tay nhà Hán.

### Lưu lạc thời Tam quốc
Cuối thời Đông Hán, xảy ra loạn "Thập thường thị" (hoạn quan), tạo điều kiện cho một quân phiệt là Đổng Trác đưa quân vào kinh lũng đoạn triều đình. Các quân phiệt địa phương khác họp lại đánh đuổi Đổng Trác. Năm 190, Đổng Trác đốt phá kinh thành Lạc Dương, mang vua Hán Hiến đế dời sang Trường An. Một tướng quân phiệt là Tôn Kiên tiến vào Lạc Dương bắt được ngọc tỷ trong giếng Chân Cung, liền chiếm giữ cho riêng mình.
Sau khi đánh đuổi được Đổng Trác, các quân phiệt lại chia phe phái đánh lẫn nhau để tranh quyền. Năm 191, Tôn Kiên chinh phạt quân phiệt Kinh Châu là Lưu Biểu bị tử trận. Một quân phiệt khác là Viên Thuật nhân cơ hội này cướp ngọc tỷ rồi xưng đế ở Thọ Xuân (Hoài Nam).
Viên Thuật bị Tào Tháo và Lã Bố đánh bại. Năm 199, Thuật ốm chết. Thủ hạ của Thuật là Từ Lục đem ngọc tỷ truyền quốc dâng cho Tào Tháo – người đang nắm Hán Hiến Đế sau khi Đổng Trác bị giết.
Tào Tháo tuy nắm được ngọc tỉ nhưng sợ mang tiếng cướp ngôi nhà Hán nên chỉ xưng vương. Năm 220, con Tào Tháo là Tào Phi lên thay cha, phế vua Hiến Đế lập ra nhà Tào Ngụy, ngọc tỉ truyền quốc chính thức thuộc về họ Tào.
Năm 265, Tư Mã Viêm ép vua Nguỵ là Tào Hoán phải nhường ngôi, lập ra nhà Tấn, quốc ngọc tỉ lại rơi vào tay dòng họ Tư Mã.

### Biến loạn Hán – Hồ
Nhà Tây Tấn tồn tại 52 năm thì bị diệt vong (316), phải chạy xuống Giang Nam, gọi là Đông Tấn. Lưu Thông nước Hán Triệu của người Hung Nô diệt Tây Tấn, nắm được ngọc tỷ. Sau đó Hậu Triệu của người Yết diệt Hán Triệu, ngọc tỷ thuộc về Hậu Triệu của Thạch Lặc.
Năm 352, nước Nhiễm Ngụy diệt Hậu Triệu, ngọc tỷ lại vào tay vua nước này là Nhiễm Mẫn (người Hán). Nhưng ngay năm đó Mẫn đi đánh Tiền Yên bị tử trận, Thái thú Bộc Dương của Nhiễm Ngụy là Đái Thi đem truyền quốc ngọc tỉ hiến cho hoàng đế nhà Đông Tấn. Ngọc tỷ trở về tay người Hán.
Năm 420, Lưu Dụ cướp ngôi nhà Đông Tấn, chiếm được ngọc tỷ, lập ra nhà Lưu Tống. Từ đó ngọc tỷ truyền quốc truyền qua các triều đại Nam triều thời Nam Bắc triều là Lưu Tống, Nam Tề, Lương, Trần.
Năm 589, nhà Trần bị nhà Tùy ở trung nguyên tiêu diệt, ngọc tỉ truyền quốc lọt vào tay nhà Tùy.
Năm 617, Tùy Dạng Đế bị Vu Văn hóa Cập phát động chính biến giết và chiếm được ngọc tỉ truyền quốc. Vũ Văn hóa Cập xưng đế, lập ra nước Hứa, nhưng chính quyền này chỉ tồn tại có một năm sau bị Hạ vương Đậu Kiến Đức đánh bại, bắt và giết ở Liêu Thành.
Năm 621, Đậu Kiến Đức bị nhà Đường đánh bại, bị bắt giết ở Trường An, người vợ đem ngọc tỉ truyền quốc dâng cho Đường Cao Tổ Lý Uyên. Từ đó ngọc tỷ thuộc về nhà Đường.
Năm 907, Chu Ôn cướp ngôi nhà Đường lập ra nhà Hậu Lương, ngọc tỉ lại rơi vào tay nhà Hậu Lương.

### Số phận bất minh
Rất nhiều ý kiến cho rằng ngọc tỷ truyền quốc đã bị thiêu hủy khi Hậu Đường Mẫn Đế bị Hậu Tấn Cao Tổ cướp ngôi năm 936 đã cầm ngọc tỷ nhảy vào lửa tự thiêu và ngọc tỷ truyền cho nhà Tống sau này chỉ là ngọc tỷ giả. Nhưng căn cứ theo sự nghiên cứu của các chuyên gia thì ngọc họ Hòa dùng đế điêu khắc và chế tạo ngọc tỉ truyền quốc là loại thạch ngọc, thuộc "Trụ Trường Thạch", có thể chịu một độ nóng đến 1300 độ, sức nóng của loại lửa thường không đủ sức thiêu hủy nó được. Từ đó suy ra, viên "Truyền Quốc Ngọc Tỉ" của Tần Thủy Hoàng khó có thể tiêu tan đi cùng với vua Phế Đế nhà Hậu Đường khi ông này leo lầu cửa Huyền Vũ ở Lạc Dương để tự thiêu. Cũng có giả thuyết là ngọc tỷ bị Liêu Thái Tông lấy mất khi nhà Liêu xâm chiếm Hậu Tấn.
Qua thời Ngũ đại Thập quốc tới nhà Tống kế tục, ngọc tỷ thuộc về nhà Tống. Năm 1127, hai vua Tống Huy Tông và Tống Khâm Tông bị quân Kim (người Nữ Chân) bắt đưa về Bắc Kinh, ngọc tỷ rơi vào tay nhà Kim. Nhà Nam Tống của Triệu Cấu không có ngọc tỷ truyền quốc.
Năm 1234, nhà Kim bị người Mông Cổ diệt, ngọc tỷ rơi vào tay nhà Nguyên.
Năm 1368, Nguyên Thuận đế bị Minh Thái Tổ đánh đuổi, cầm ngọc tỷ chạy lên Mạc Bắc. Nhà Minh làm chủ Bắc Kinh nhưng không nắm được ngọc tỷ truyền quốc.
Sau này, dòng dõi của Nguyên Thuận đế là Lâm Đan Hãn chết, ngọc tỷ được mang dâng cho vua Hậu Kim của người Nữ Chân là Hoàng Thái Cực – con Nỗ Nhĩ Cáp Xích. Từ đó đến khi Hậu Kim đổi thành nhà Thanh và tiến vào Trung nguyên diệt nhà Minh, ngọc tỷ trong tay nhà Thanh.
Ngọc tỷ truyền quốc truyền đến vua cuối cùng nhà Thanh là Phổ Nghi. Sau Cách mạng Tân Hợi (1911), Phổ Nghi bị phế, Phùng Ngọc Tường lấy ngọc tỷ giao lại cho một ủy viên cơ quan tiền thân của Bảo Tàng Cố cung. Sau này người ta phát hiện đó chỉ là ngọc tỷ cá nhân của một nhà vua, nhưng không biết là ai.
Có vài ngọc tỷ được tự cho là Ngọc tỷ truyền quốc bị mất tích, nhưng không có bằng chứng xác thực.

## Trong văn hóa
- "Viên ngọc họ Hòa" để chỉ người có tài thường bị nhìn như những kẻ tầm thường. Chỉ những người lãnh đạo giỏi mới có thể phát hiện được kẻ tài giỏi.
- "Giá trị liên thành" dùng để chỉ vật có giá trị cực lớn.
- "Thà làm ngọc nát còn hơn làm ngói lành" có ý nghĩa tương tự như thà nghèo khó nhưng tâm hồn trong sạch còn hơn giàu có nhưng tâm hồn lại dơ bẩn
- "Tùy châu Hòa bích" để chỉ các vật có giá trị tương xứng.
- "Thập vạn chân trinh" hòa quân hạ đắc thành